# Jagršče
Jagršče – wieś w Słowenii, w gminie Cerkno. W 2018 roku liczyła 28 mieszkańców.